# エドン・ジェグロヴァ
エドン・ジェグロヴァ（Edon Zhegrova, 1999年3月31日 - ）は、コソボのプロサッカー選手。コソボ代表。LOSCリール所属。ポジションはフォワード。

## 経歴

### クラブ

#### 幼少期
コソボのKFフラムルタリ、プリシュティナ、ベルギーのスタンダール・リエージュ、シント＝トロイデンの下部組織で育った。2012年にコソボで開催されたACミランのジュニアキャンプでは、最優秀選手に選出された。

#### KRCヘンク
2017年3月22日、ベルギー・ファースト・ディビジョンAのヘンクに加入。9月10日、アウェイのヘント戦で80分にルスラン・マリノフスキーとの交代で途中出場し、プロデビュー。

#### FCバーゼル
2019年2月4日、スイスのバーゼルへの期限つき移籍が発表された。契約期間は1年半、背番号は30となった。2月23日、アウェイのヌーシャテル・ザマックス戦で83分からヴァレンティン・シュトッカーとの交代で途中出場し、スーパーリーグデビュー。9月25日、ホームのシュタディオン・ザンクト・ヤコブで迎えたチューリッヒ戦で移籍後初ゴールを挙げた。
2020年9月22日、新たに3年契約を交わし、バーゼルに完全移籍。5日後、シーズン開幕戦のセルヴェット戦に先発出場すると、10月4日のルツェルン戦では完全移籍後初ゴールを挙げた。

#### LOSCリール
2022年1月14日、4年半契約でフランスのリールへ移籍。移籍金は7,000,000ユーロと報じられている。2月6日、パリ・サンジェルマン戦で85分からジョナタン・バンバとの交代で出場し、リーグ・アンデビュー。フランスでの初ゴールは3月6日、リーグ第27節のクレルモン・フット戦で記録した。
2024-25シーズン、内転筋を痛めたことにより、シーズンの後半は試合に出場することができなかった。

### 代表
2017年8月、U-21代表から召集を受けたが、今はクラブでの活動に集中することが重要だとして、これを拒んだ。
2018年3月6日、ついにコソボ代表としてプレイすることを決断。13日後、マダガスカルおよびブルキナファソとの親善試合に臨むコソボ代表から召集された。3月24日のマダガスカル戦に先発出場し代表デビューを果たすと、47分に代表初ゴールを挙げ、その1点を守り試合も勝利した。

## 人物
コソボ人である両親がコソボ紛争から逃れていたドイツのヘルフォルトで生まれ、紛争が落ち着いた2歳の頃に家族でコソボのプリシュティナへと戻った。
右ウイングを主戦場とし、ドリブルでの切り込みが得意な左利きのアタッカーであり、そのスタイルが似ていることから「コソボのメッシ」や「コソボのロッベン」とも称される。

## 個人成績

### クラブ
| 国内大会個人成績 | 国内大会個人成績 | 国内大会個人成績 | 国内大会個人成績 | 国内大会個人成績 | 国内大会個人成績 | 国内大会個人成績 | 国内大会個人成績 | 国内大会個人成績 | 国内大会個人成績 | 国内大会個人成績 | 国内大会個人成績 |
| 年度             | クラブ           | 背番号           | リーグ           | リーグ戦         | リーグ戦         | リーグ杯         | リーグ杯         | オープン杯       | オープン杯       | 期間通算         | 期間通算         |
| 年度             | クラブ           | 背番号           | リーグ           | 出場             | 得点             | 出場             | 得点             | 出場             | 得点             | 出場             | 得点             |
| ベルギー         | ベルギー         | ベルギー         | ベルギー         | リーグ戦         | リーグ戦         | リーグ杯         | リーグ杯         | ベルギー杯       | ベルギー杯       | 期間通算         | 期間通算         |
| ---------------- | ---------------- | ---------------- | ---------------- | ---------------- | ---------------- | ---------------- | ---------------- | ---------------- | ---------------- | ---------------- | ---------------- |
| 2017-18          | ヘンク           | 8                | ファーストA      | 12               | 1                | -                | -                | 2                | 0                | 14               | 1                |
| 2018-19          | ヘンク           | 8                | ファーストA      | 7                | 1                | -                | -                | 1                | 1                | 8                | 2                |
| スイス           | スイス           | スイス           | スイス           | リーグ戦         | リーグ戦         | スイス杯         | スイス杯         | オープン杯       | オープン杯       | 期間通算         | 期間通算         |
| 2018-19          | バーゼル         | 30               | スーパーリーグ   | 8                | 0                | 1                | 0                | -                | -                | 9                | 0                |
| 2019-20          | バーゼル         | 30               | スーパーリーグ   | 14               | 2                | 1                | 0                | -                | -                | 15               | 2                |
| 2020-21          | バーゼル         | 30               | スーパーリーグ   | 30               | 5                | 1                | 0                | -                | -                | 31               | 5                |
| 2021-22          | バーゼル         | 99               | スーパーリーグ   | 8                | 2                | 0                | 0                | -                | -                | 8                | 2                |
| フランス         | フランス         | フランス         | フランス         | リーグ戦         | リーグ戦         | F・リーグ杯      | F・リーグ杯      | フランス杯       | フランス杯       | 期間通算         | 期間通算         |
| 2021-22          | リール           | 23               | リーグ・アン     | 13               | 2                | -                | -                | -                | -                | 13               | 2                |
| 2022-23          | リール           | 23               | リーグ・アン     | 22               | 3                | -                | -                | 3                | 1                | 25               | 4                |
| 2023-24          | リール           | 23               | リーグ・アン     | 33               | 6                | -                | -                | 3                | 3                | 36               | 9                |
| 2024-25          | リール           | 23               | リーグ・アン     | 12               | 4                | -                | -                | 0                | 0                | 12               | 4                |
| 通算             | ベルギー         | ベルギー         | ファーストA      | 19               | 2                | -                | -                | 3                | 1                | 22               | 3                |
| 通算             | スイス           | スイス           | スーパーリーグ   | 60               | 9                | 3                | 0                | -                | -                | 63               | 9                |
| 通算             | フランス         | フランス         | リーグ・アン     | 80               | 15               | -                | -                | 6                | 4                | 86               | 19               |
| 総通算           | 総通算           | 総通算           | 総通算           | 159              | 26               | 3                | 0                | 9                | 5                | 171              | 31               |

### 代表
| コソボ代表 | 国際Aマッチ | 国際Aマッチ |
| 年         | 出場        | 得点        |
| ---------- | ----------- | ----------- |
| 2018       | 8           | 2           |
| 2019       | 9           | 0           |
| 2020       | 5           | 0           |
| 2021       | 2           | 0           |
| 2022       | 4           | 1           |
| 2023       | 6           | 1           |
| 2024       | 8           | 1           |
| 通算       | 42          | 5           |

#### ゴール
| #  | 年月日         | 開催地                                      | 対戦国       | 勝敗 | 試合概要                               |
| -- | -------------- | ------------------------------------------- | ------------ | ---- | -------------------------------------- |
| 1. | 2018年3月24日  | Stadiumi Fadil Vokrri（ コソボ）            | マダガスカル | ○1-0 | 親善試合                               |
| 2. | 2018年5月29日  | レッツィグルンド・シュタディオン（ スイス） | アルバニア   | ○3-0 | 親善試合                               |
| 3. | 2022年6月2日   | AEKアレナ（ キプロス）                      | キプロス     | ○2-0 | UEFAネーションズリーグ2022-23・リーグC |
| 4. | 2023年3月28日  | Stadiumi Fadil Vokrri（ コソボ）            | アンドラ     | △1-1 | UEFA EURO 2024予選・グループI          |
| 5. | 2024年10月12日 | Dariaus ir Girėno stadionas（ リトアニア）  | リトアニア   | ○2-1 | UEFAネーションズリーグ2024-25・リーグC |